# Monsireigne
 Monsireigne  es una población y comuna francesa, en la región de Países del Loira, departamento de Vendée, en el distrito de Fontenay-le-Comte y cantón de Pouzauges.

## Demografía
| 841 | 858 | 725 | 703 | 688 | 740 |
| Para los censos de 1962 a 1999 la población legal corresponde a la población sin duplicidades (Fuente: INSEE [Consultar]) |     |     |     |     |     |